# Dragomir Ilic
Dragomir „Dragan“ Ilic (serbisch-kyrillisch Драгомир Илић, * 16. August 1925; † 18. Juni 2004 in Bremen) war ein serbisch-jugoslawischer Fußballtorhüter. Von 1949 bis 1961 absolvierte er beim SV Werder Bremen in der damals erstklassigen Fußball-Oberliga Nord 311 Ligaspiele. Ilic nimmt damit in der ewigen Rangliste der Oberliga-Nord-Spieler mit Hans Hagenacker gemeinsam den 3. Rang ein.

## Karriere
Ilic' Weg führte aus einem Lager für Displaced Persons in Ostholstein zu Werder Bremen in die Oberliga Nord. Ilic war während des Zweiten Weltkriegs als Soldat in italienische und britische Gefangenschaft geraten und 1947 per Lazarettzug nach Deutschland transportiert worden, wo er schließlich in einem Flüchtlingslager bei Großenbrode, wo er beim dortigen SV auch einige Spiele absolvierte, in der Nähe von Lübeck landete. Seine Torhüterlaufbahn hatte beim BSK Belgrad angefangen.
Am 16. Januar 1949 bei einem 2:1-Auswärtserfolg bei Bremerhaven 93 stand er erstmals in einem Punktspiel im Tor von Werder. Der bisherige Torwart Karlheinz Höger hatte nach dem 2:2-Heimremis am 12. Dezember 1948 gegen Concordia Hamburg überraschend die Grün-Weißen verlassen. Im Sommer 1949 unterschrieb Ilic allerdings einen Profivertrag beim 1. FC Saarbrücken. Dieser bestritt als Verein aus der damals autonomen Region Saarland – vormals von Frankreich besetzt – seine Partien in der französischen Division 2. Laut Presseberichten erhielt Ilic ein Handgeld von 12.000 Deutschen Mark. Er kam in einem einzigen Freundschaftsspiel zum Einsatz, bevor Werder erwirkte, dass der Vertrag für ungültig erklärt wurde und seinen Torwart zur Saison 1949/50 letztendlich selbst als Vertragsspieler verpflichtete.
Der Jugoslawe war bis Anfang der 1960er Jahre lange Zeit erster Torwart der Mannschaft und absolvierte für Werder mehr als 300 Einsätze in der Oberliga Nord. Dort wurde er mit dem Verein dreimal hintereinander (1959, 1960, 1961) Norddeutscher Vizemeister. Im Februar 1951 prallte Ilic während eines Spieles gegen den FC St. Pauli mit dem rechten Außenläufer Harald Stender zusammen, der sich beim anschließenden Sturz auf den gefrorenen Boden einen doppelten Schädelbasisbruch zuzog, aber nach drei Monaten wieder genesen war. Ilic selbst blieb unverletzt.
Spiele in der Endrunde um die deutsche Fußballmeisterschaft konnte er erst am Ende seiner Karriere bestreiten, Werder zog unter Trainer Georg Knöpfle als Vizemeister 1959 in der Oberligaära in diese Meisterschaftsendrunde ein. Der 34-Jährige absolvierte im Mai und Juni alle sieben Spiele (Qualifikationsspiel und sechs Gruppenspiele), erlebte aber trotz persönlich guter Leistungen nur einen 5:2-Erfolg in der Gruppenphase im Heimspiel gegen den FK Pirmasens. Eintracht Frankfurt war hochüberlegen und gewann auch die deutsche Meisterschaft.
1961 nahm Dragomir Ilic seinen Abschied. In der ersten Saison der Bundesliga, 1963/1964, reaktivierte man ihn jedoch kurzfristig, da sich in den ersten Wochen der Herbstserie mehrere Torhüter des Vereins verletzt hatten (der neu verpflichtete Günter Bernard schon vor Saisonbeginn und dann erneut). Ilic kam in der Altliga und Reserve zum Einsatz, absolvierte zwischen dem 5. Oktober 1963 und dem 18. Januar 1964 noch vier Spiele in der neuen Liga (drei Siege, eine Niederlage) und beendete danach endgültig seine Karriere. Bei seinem zweiten Bundesligaeinsatz am 7. Dezember 1963 zeigte er bei einem 3:1-Auswärtserfolg bei Preußen Münster eine ausgezeichnete Leistung. In der Bundesliga Chronik 1963/64 ist notiert, dass sich „Keeper Ilic beim Powerplay von Münster nach dem Anschlusstreffer, regelmäßig als Endstation erwies“ und im Lexikon über die Bundesliga-Torhüter ist zusätzlich festgehalten, „dass der Torhüter durch zahlreiche Glanzparaden den 3:1-Sieg gerettet hätte und Trainer Multhaup voll des Lobes über seinen alten Kämpen gewesen wäre.“
Beruflich war Ilic als Tabakwarengroßist in Bremen tätig. Er verstarb im Juni 2004.